# Campeonato Europeo de Voleibol Masculino de 1991
El Campeonato Europeo de Voleibol Masculino de 1991 fue la XVII edición del Campeonato Europeo de Voleibol, realizada entre el 7 y el 15 de septiembre de 1991 en Alemania y organizado por la CEV.

## Formato
Los 12 equipos participantes fueron divididos en dos grupos de seis integrantes: de cada grupo el 1.º y el 2.º pasan a semifinales, mientras que el 3.º y el 4.º se disputan los puestos de 5.º a 8.º.

## Equipos
El anfitrión y los primeros tres equipos de la edición anterior se calificaron por derecho, las 8 plazas restantes se repartieron después de una fase de calificación.
- GRUPO A
  -  Finlandia (Torneo de clasificación)
  -  Alemania (País anfitrión)
  -  Grecia (Torneo de clasificación)
  -  Polonia (Torneo de clasificación)
  -  Suecia (Subcampeón en el  Campeonato Europeo 1989)
  -  Unión Soviética (Torneo de clasificación)
- GRUPO B
  -  Bulgaria (Torneo de clasificación)
  -  Checoslovaquia (Torneo de clasificación)
  -  Francia (Torneo de clasificación)
  -  Italia (Campeón en el  Campeonato Europeo 1989)
  -  Países Bajos (3° puesto en el  Campeonato Europeo 1989)
  -  Yugoslavia (Torneo de clasificación)

## Primera Fase

### Grupo A -Karlsruhe
| Fecha | Partido                     | Resultado                          |
| 07/09 | Alemania - Finlandia        | 3-1 (8-15,15-6,15-3,15-10)         |
| 07/09 | Unión Soviética - Suecia    | 3-0 (15-5,15-13,15-13)             |
| 07/09 | Grecia - Polonia            | 3-1 (7-15,15-9,15-8,15-11)         |
| 08/09 | Alemania - Suecia           | 3-1 (12-15,15-9,17-15,15-12)       |
| 08/09 | Unión Soviética - Polonia   | 3-0 (16-14,15-11,15-6)             |
| 08-09 | Finlandia - Grecia          | 3-2 (13-15,15-11,8-15,15-13,15-13) |
| 09/09 | Polonia - Suecia            | 3-1 (15-8,9-15,17-15,15-6)         |
| 09/09 | Alemania - Grecia           | 3-0 (15-7,15-4,15-5)               |
| 09/09 | Unión Soviética - Finlandia | 3-0 (15-12,15-7,15-11)             |
| 11/09 | Polonia - Alemania          | 3-2 (10-15,15-7,16-14,10-15,17-15) |
| 11/09 | Finlandia - Suecia          | 3-2 (12-15,6-15,15-11,15-8,16-14)  |
| 11/09 | Unión Soviética - Grecia    | 3-1 (10-15,15-9,15-2,15-6)         |
| 12/09 | Polonia - Finlandia         | 3-2 (15-9,15-11,9-15,15-17,15-10)  |
| 12/09 | Suecia - Grecia             | 3-0 (16-14,15-7,15-7)              |
| 12/09 | Unión Soviética - Alemania  | 3-0 (15-13,15-11,15-13)            |

| Clasificación | Clasificación   | Clasificación | Clasificación | Clasificación | Clasificación | Clasificación | Clasificación | Clasificación |
| Pos.          | Equipo          | Puntos        | P.G.          | P.P.          | Sets G.       | Sets P.       | Tantos G.     | Tantos P.     |
| ------------- | --------------- | ------------- | ------------- | ------------- | ------------- | ------------- | ------------- | ------------- |
| 1.º           | Unión Soviética | 10            | 5             | 0             | 15            | 1             | 236           | 161           |
| 2.º           | Alemania        | 8             | 3             | 2             | 11            | 8             | 260           | 214           |
| 3.º           | Polonia         | 7             | 3             | 2             | 10            | 11            | 267           | 271           |
| 4.º           | Finlandia       | 7             | 2             | 3             | 9             | 13            | 256           | 297           |
| 5.º           | Suecia          | 6             | 1             | 4             | 7             | 12            | 236           | 252           |
| 6.º           | Grecia          | 6             | 1             | 4             | 6             | 13            | 195           | 255           |

### Grupo B -Hamburgo
| Fecha | Partido                       | Resultado                         |
| 07/09 | Yugoslavia - Bulgaria         | 1-3 (16-14,15-17,16-17,13-15)     |
| 07/09 | Italia - Países Bajos         | 3-0 (15-8,15-6,15-8)              |
| 07/09 | Francia - Checoslovaquia      | 3-0 (17-16,15-13,15-12)           |
| 08/09 | Yugoslavia - Países Bajos     | 2-3 (15-9,15-8,7-15,13-15,9-15)   |
| 08/09 | Italia - Francia              | 3-0 (15-4,15-6,15-6)              |
| 08/09 | Bulgaria - Checoslovaquia     | 3-0 (17-16,15-7,15-8)             |
| 09/09 | Yugoslavia - Francia          | 3-1 (15-8,15-9,9-15,15-11)        |
| 09/09 | Países Bajos - Bulgaria       | 3-1 (7-15,15-8,15-7,15-10)        |
| 09/09 | Italia - Checoslovaquia       | 3-0 (15-11,15-4,15-12)            |
| 11/09 | Yugoslavia - Italia           | 1-3 (17-15,6-15,15-17,10-15)      |
| 11/09 | Francia - Bulgaria            | 3-1 (16-14,15-11,14-16,15-11)     |
| 11/09 | Países Bajos - Checoslovaquia | 3-0 (15-11,15-6,15-9)             |
| 12/09 | Yugoslavia - Checoslovaquia   | 3-1 (15-13,7-15,15-10,15-6)       |
| 12/09 | Países Bajos - Francia        | 3-0 (15-4,15-1,15-6)              |
| 12/09 | Italia - Bulgaria             | 3-2 (7-15,7-15,15-12,15-10,15-13) |

| Clasificación | Clasificación  | Clasificación | Clasificación | Clasificación | Clasificación | Clasificación | Clasificación | Clasificación |
| Pos.          | Equipo         | Puntos        | P.G.          | P.P.          | Sets G.       | Sets P.       | Tantos G.     | Tantos P.     |
| ------------- | -------------- | ------------- | ------------- | ------------- | ------------- | ------------- | ------------- | ------------- |
| 1.º           | Italia         | 10            | 5             | 0             | 15            | 3             | 256           | 178           |
| 2.º           | Países Bajos   | 9             | 4             | 1             | 12            | 6             | 226           | 181           |
| 3.º           | Bulgaria       | 7             | 2             | 3             | 10            | 10            | 267           | 262           |
| 4.º           | Yugoslavia     | 7             | 2             | 3             | 10            | 11            | 273           | 274           |
| 5.º           | Francia        | 7             | 2             | 3             | 7             | 10            | 177           | 237           |
| 6.º           | Checoslovaquia | 5             | 0             | 5             | 1             | 15            | 169           | 236           |

## Segunda Fase

### Playoff 5°- 8° puesto
|  | Eliminatoria del 5º al 8º | Eliminatoria del 5º al 8º |   |                          | Partido por el 5º lugar  | Partido por el 5º lugar |  |
|  |                           |                           |   |                          |                          |                         |  |
|  | Berlín, 14 de septiembre  |                           |   |                          |                          |                         |  |
|  | Bulgaria                  | 3                         |   |                          |                          |                         |  |
|  | Finlandia                 | 0                         |   |                          |                          |                         |  |
|  |                           |                           |   |                          |                          |                         |  |
|  |                           |                           |   |                          | Berlín, 15 de septiembre |                         |  |
|  |                           |                           |   |                          | Bulgaria                 | 3                       |  |
|  |                           | Yugoslavia                | 1 |                          |                          |                         |  |
|  |                           |                           |   |                          |                          |                         |  |
|  |                           |                           |   |                          |                          |                         |  |
|  |                           |                           |   |                          | Partido por el 7º lugar  |                         |  |
|  | Berlín, 14 de septiembre  | Berlín, 14 de septiembre  |   | Berlín, 15 de septiembre | Berlín, 15 de septiembre |                         |  |
|  | Yugoslavia                | 3                         |   | Finlandia                | 1                        |                         |  |
|  | Polonia                   | 1                         |   |                          | Polonia                  | 3                       |  |

| Fecha | Partido              | Resultado                   |
| 14/09 | Bulgaria – Finlandia | 3-0 (16-14,15-4,17-15)      |
| 14/09 | Yugoslavia – Polonia | 3-1 (6-15,16-14,16-14,15-3) |

| Fecha | Partido             | Resultado                   |
| 15/09 | Finlandia - Polonia | 1-3 (5-15,12-15,15-5,12-15) |

| Fecha | Partido               | Resultado                  |
| 15/09 | Bulgaria - Yugoslavia | 3-1 (15-10,4-15,15-6,15-9) |

### Playoff medallas
|  | Semifinales             | Semifinales             |                 |        | Final                   | Final                   |  |
|  | Berlín,14 de septiembre | Berlín,14 de septiembre |                 |        | Berlín,15 de septiembre | Berlín,15 de septiembre |  |
|  |                         |                         |                 |        |                         |                         |  |
|  |                         |                         |                 |        |                         |                         |  |
|  | Italia                  | 3                       |                 |        |                         |                         |  |
|  | Italia                  | 3                       |                 |        |                         |                         |  |
|  | Alemania                | 1                       |                 |        |                         |                         |  |
|  | Alemania                | 1                       |                 | Italia | 0                       |                         |  |
|  |                         |                         |                 | Italia | 0                       |                         |  |
|  |                         |                         | Unión Soviética | 3      |                         |                         |  |
|  | Unión Soviética         | 3                       | Unión Soviética | 3      |                         |                         |  |
|  | Unión Soviética         | 3                       |                 |        |                         |                         |  |
|  | Países Bajos            | 0                       |                 |        | Tercer lugar            | Tercer lugar            |  |
|  | Países Bajos            | 0                       |                 |        | Tercer lugar            | Tercer lugar            |  |
|  |                         |                         |                 |        |                         |                         |  |
|  |                         |                         |                 |        | Alemania                | 0                       |  |
|  |                         |                         |                 |        | Alemania                | 0                       |  |
|  |                         |                         |                 |        | Países Bajos            | 3                       |  |
|  |                         |                         |                 |        | Países Bajos            | 3                       |  |
|  |                         |                         |                 |        |                         |                         |  |

| Fecha | Partido                        | Resultado                   |
| 14/09 | Italia – Alemania              | 3-1 (15-12,15-4,11-15,15-6) |
| 14/09 | Unión Soviética – Países Bajos | 3-0 (15-8,15-8,15-8)        |

| Fecha | Partido                 | Resultado            |
| 15/09 | Alemania - Países Bajos | 0-3(15-11,15-9,15-1) |

| Fecha | Partido                  | Resultado              |
| 15/09 | Italia - Unión Soviética | 0-3 (15-11,17-15,15-9) |

## Clasificación final
| 1.º  | Unión Soviética |
| 2.º  | Italia          |
| 3.º  | Países Bajos    |
| 4.º  | Alemania        |
| 5.º  | Bulgaria        |
| 6.º  | Yugoslavia      |
| 7.º  | Polonia         |
| 8.º  | Finlandia       |
| 9.º  | Francia         |
| 10.º | Suecia          |
| 11.º | Grecia          |
| 12.º | Checoslovaquia  |

## Medallero
|                              |        |              |
| Unión Soviética (12° título) | Italia | Países Bajos |